# The WoRLd
THE WORLD（ザ・ワールド）は、主に2009年7月〜2012年4月に作品をリリースしていた日本のアダルトビデオメーカー。

## 概要
2009年7月20日に初めて作品をリリース。8タイトルをリリース。当初は「World-AV」というメーカーから「the WoRLd」というレーベルをだすという説明だった。
名前の由来は、
- 『ジョジョの奇妙な冒険』に登場するDIOのスタンド能力「世界（ザ・ワールド）」
- 日本の女性歌手MiChiの楽曲『ChaNge the WoRLd』

からそれぞれ引用している。簡単な単語の方が覚えやすいという理由で、特に深い意味はない。
定期的に新作がリリースされていて、パッケージに記載されている制作名などでも分かるようにjump-avのスピンアウトレーベルであり、そのため基本的なアプローチやコンセプトなどほとんど同じで、jump-avでリリースされたタイトルの続編を同レーベルでリリースされたりと流動的であった。
しかし、同じ事をやっていても意味がないという理由で、2010年の12月から独自路線にシフトチェンジすることになり、ロゴがグラーデーションの入った明るい緑色の「THE WORLD」になるなどリニューアルされ、それに伴って美少女・素人系の作品が本レーベルの骨子へと変貌している。過去作との関連性もまったく無く、メーカー名とホームページアドレスが同じという事以外、実質的に旧レーベルとは別物となった。
2012年4月25日に、world-av誕生からの総集編『THE WORLD CHRONICLE -the history of world-av-』(監督:紅蜂)を発売し、jump-avと独立した形でのTHE WORLDの作品は最後となった。
その後、総販売元jump-avでリリースされた作品のいくつかは、製作がworld-avとなっているものがあった。

## 主なシリーズ
代表的なシリーズは、以下の通り。
- やす＆サンちゃんの団地妻ナンパ日記
- めがねっ娘援交。
- 金髪黒ギャル女子高生の尻（ケツ）よりエロいものなどこの世にない!
- 生意気クソギャル強制交尾
- メイドto親子
- 制服少女 絶対服従 ～わたしを飼って下さい～

## 主な出演女優
- 伊東麻央
- 平井綾
- 和葉みれい
- 七草まつり
- 三村紗枝
- つぼみ
- このは
- しずく
- 松すみれ
- 北川瞳
- 大沢美加
- 大堀香奈
- 長谷川しずく
- さとう遥希
- 琥珀うた
- 宮下つばさ
- 早乙女らぶ
- 加藤なつみ
- 桐生さくら
- 大島みなみ
- 愛原さえ